# Bru Barnoya i Xiberta
Bru Barnoya Xiberta (Girona, 15 de maig de 1808 - Girona, 9 de febrer de 1888) fou un arquitecte gironí amb càrrec d'arquitecte municipal de la Girona (1838-1847). De la seva tasca arquitectònica sobresurt la urbanització del carrer del Progrés i voltants i el projecte de plaça porticada de Sant Francesc, que el converteixen, junt amb Martí Sureda Deulovol, en els màxims representants a Girona de l'arquitectura neoclàssica.
Provinent d'una família amb gran tradició artística des del segle xvii, és fill del fuster-agrimensor i mestre d'obres Lluís Barnoya Matlló. Va estar casat amb Josefa Neyra de Gorgot de Fonsdeviela. El 1836 entra a formar part de l'Ajuntament de Girona, i de 1838 a 1841 actua com a arquitecte municipal sense nomenament, càrrec que obté de la ”Academia de San Fernando” el 1841, i en el que roman fins a 1847. En aquests anys endega múltiples projectes en diferents llocs de la ciutat com la construcció del carrer del Progrés (actual carrer Nou, 1842-1846), el projecte del Molí de Dalt al carrer de la Séquia i la represa de Montfullà per a la societat «La Gerundense» i el projecte de plaça porticada de Sant Francesc (porxos del carrer Sant Francesc) a part de la remodelació de molts carrers.
El 1843 forma part del govern superior polític de la província de Girona. L'any 1844, com a secretari del consistori municipal, és nomenat membre de la Comissió Provincial de Monuments i jutge d'impremta fins a 1846. Aquest mateix any forma societat amb Francesc Xavier Rubalcava i Joan Vila, per a la creació d'“un gimnasio que sirva de educación preparatoria para todas las carreras».
El 1847 és nomenat agrimensor i mestre de l'Escola Normal Superior, càrrec pel que deixa el d'arquitecte municipal exercint no obstant d'arquitecte particular fins a 1872. Els seus col·laboradors foren els mestres d'obres Josep Reinal, Narcís Llach Carbó, Francesc, Joan i Theodor Bartomeu, Jeroni Martí i Joan Oliveras; els fusters Joaquim Jaquet i Narcís Illa i el serraller Josep Bosch.
El 1849 és nomenat director de Camins Veïnals de la Província i a partir del curs 1859-1860 és el director de l'Escola Normal. També actua com a inspector d'escoles d'ensenyament primari.